# Cyprinodon bobmilleri
Cyprinodon bobmilleri is een straalvinnige vissensoort uit de familie van eierleggende tandkarpers (Cyprinodontidae). De wetenschappelijke naam van de soort is voor het eerst geldig gepubliceerd in 1999 door Lozano-Vilano & Contreras-Balderas.